# 폴 딘

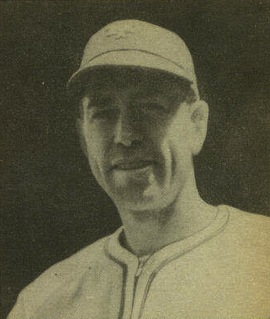

폴 딘(Paul Dean, 본명: 폴 디 딘, Paul Dee Dean, 1912년 8월 14일 ~ 1981년 3월 17일)은 "대피"(Daffy)라는 별명을 갖고 있으며 미국 메이저 리그 베이스볼의 오른손잡이 투수였다. 아칸소주 루카스에서 태어난 그는 세인트 루이스 카디널스(1934~1939), 뉴욕 자이언츠(1940~1941), 세인트 루이스 브라운스(1943)에서 투구했다.
딘은 그의 더 잘 알려진 형인 제이와 함께 수년간 야구를 했다. 형의 별명 '디지' 때문에 딘에게도 대피라는 별명이 있었지만, 조용하고 진지한 성격으로 여겨졌기 때문에 이는 그의 성격을 반영하지 못했다. 별명은 주로 언론이 만든 것이다.
신인 시즌(22세) 동안 딘은 1934년 9월 21일 브루클린 다저스와의 더블헤더 두 번째 경기에서 노히트 노런을 기록했다. 디지(첫 번째 경기에서 3안타 무실점을 기록했던)는 나중에 이렇게 말했다. "슛! 폴이 노히트 노런을 던질 줄 알았더라면 나도 하나 던졌을 텐데." 폴은 세인트루이스가 내셔널 리그 우승을 차지하는 데 도움이 되는 19-11 기록으로 올해를 마쳤다. 그의 형이 라이브볼 시대에 30승을 거둔 유일한 NL 투수가 된 것과 결합하여, 형제들은 "나와 폴이 45승을 거둘 것이다"라는 디지의 예측을 4승으로 앞섰다. 월드 시리즈에서 그와 그의 형제는 카디널스가 7개의 경기에서 디트로이트 타이거스를 상대로 시리즈를 가져가면서 4승 1패의 기록, 28개의 삼진, 1.43의 방어율을 합하여 각각 2승을 거두었다.
이듬해에도 딘은 19승을 거두었다. 그러나 그는 부상을 입었고 남은 경력 동안 비효율적으로 투구했다.
딘은 애벗과 코스텔로의 1루수가 누구야 코미디 스케치에 등장했다. 스케치에서 애벗은 코스텔로에게 많은 야구 선수들이 디지 딘, 그의 형제 대피 딘 및 그들의 "프랑스 사촌 구페이 딘(Goo-fay Dean)"을 포함하여 특이한 별명을 가지고 있다고 설명하고 있다. 가상의 프랑스 사촌의 이름은 과장된 프랑스 억양으로 발음되어 우스꽝스럽다.
딘은 제2차 세계대전 중에 미군에서 복무했다.
딘은 아칸소주 스프링데일에서 심장마비로 68세의 나이로 사망했다.
1952년 디지 딘에 관한 전기 영화 "The Pride of St Louis"에서 폴은 배우 리처드 크레나가 연기했다.